# نوووشاختینسک
شهر نوووشاختینسک (به روسی: Новошахтинск) در کشور روسیه و در اوبلاست روستوف واقع شده‌است.